# Patria (película de 1986)
Patria  es una película de 1986 (cuyo título original en inglés es Fatherland, estrenada como  Singing the Blues in Red en los Estados Unidos) sobre un cantante y compositor alemán, dirigida por Ken Loach y protagonizada por Gerulf Pannach, Fabienne Babe, Cristine Rose y Sigfrit Steiner.

## Sinopsis
Klauss Dritteman es un cantante subversivo de la RDA. Las autoridades, que ya no podían soportarlo, lo empujaron a mudarse a Occidente. Antes de irse, Klaus recibe la llave de una caja fuerte, en la que su padre ha depositado documentos personales. Cuando llegó a Alemania Occidental, fue recibido por una compañía discográfica. Pero es tan crítico con el capitalismo como con el socialismo. Descubre los papeles de su padre y va a buscarlo. Le ayuda Emma, una periodista francesa.

## Ficha técnica
- Título: Patria  (en inglés, Fatherland)
- Dirección: Ken Loach
- Guion: Trevor Griffiths
- Productores: Raymond Day, Fritz Buttenstedt, Catherine Lapoujade, Irving Teitelbaum e Ingrid Windisch
- Música: Christian Kunert y Gerulf Pannach
- Fotografía: Chris Menges Vestuario: Antje Petersen
- País de origen: Reino Unido
- Formato: Color - Mono
- Género: Drama
- Duración: 111 minutos
- Fecha de estreno: 1986

## Producción

### Financiación
La película fue financiada en parte por la cadena de televisión alemana ZDF .

## Estreno
La película es una de las películas menos populares de Loach, ya que el periódico del MIT, The Tech, se refiere a ella como "un drama político absurdo y de mano dura" y Loach dijo en una entrevista con The Guardian en 2016 que "hizo un desastre" con la película. Como la película estaba en parte en alemán, su audiencia era limitada en los países de habla inglesa. 
Cuando se emitió la película cortaron la escena en la que Gerulf Pannach ataca a un político democristiano por su pasado fascista. Loach dijo en una entrevista: "Fue irónico que cortaran la única escena decente de la película".